# Округ Трир-Сарбург
Округ Трир-Сарбург је округ у немачкој држави Рајна-Палатинат. 
Површина округа је 1.091 km². Крајем 2007. имао је 141.009 становника. Има 103 насеља, од којих је седиште управе у Триру. 
Округ Трир-Сарбург се налази на граници са Луксембургом. Кроз округ протичу реке Мозел и Сар.  